# Левки
Ле́вки — село в Україні, у Прилуцькому районі Чернігівської області. Населення становить 87 осіб. Входить до складу Сухополов'янської сільської громади.

## Населення

### Мова
Розподіл населення за рідною мовою за даними перепису 2001 року:
| Мова       | Кількість | Відсоток |
| ---------- | --------- | -------- |
| українська | 85        | 97.7%    |
| російська  | 2         | 2.3%     |
| Усього     | 87        | 100%     |